# Estonia na Mistrzostwach Świata w Lekkoatletyce 2013
Estonia na Mistrzostwach Świata w Lekkoatletyce 2013 – reprezentacja Estonii podczas czempionatu w Moskwie liczyła 9 zawodników.

## Występy reprezentantów Estonii

### Mężczyźni

#### Konkurencje biegowe
| Konkurencja                | Zawodnik    | Runda 1  | Runda 1 | Półfinał | Półfinał | Finał    | Finał   |
| Konkurencja                | Zawodnik    | Rezultat | Pozycja | Rezultat | Pozycja  | Rezultat | Pozycja |
| -------------------------- | ----------- | -------- | ------- | -------- | -------- | -------- | ------- |
| Bieg na 400 m przez płotki | Rasmus Mägi | 49,63    | 10. Q   | 49,42    | 16.      | NQ       | NQ      |

#### Konkurencje techniczne
| Konkurencja    | Zawodnik      | Eliminacje | Eliminacje | Finał     | Finał   |
| Konkurencja    | Zawodnik      | Rezultat   | Pozycja    | Rezultat  | Pozycja |
| -------------- | ------------- | ---------- | ---------- | --------- | ------- |
| Rzut dyskiem   | Gerd Kanter   | 65,54      | 3. Q       | 65,19     | brąz    |
| Rzut oszczepem | Risto Mätas   | 80,18      | 12. q      | 80,03     | 9.      |
| Dziesięciobój  | Mikk Pahapill | —          | —          | 8170 (SB) | 17.     |
| Dziesięciobój  | Maicel Uibo   | —          | —          | 7850      | 19.     |

### Kobiety
| Konkurencja    | Zawodnik         | Eliminacje | Eliminacje | Finał    | Finał   |
| Konkurencja    | Zawodnik         | Rezultat   | Pozycja    | Rezultat | Pozycja |
| -------------- | ---------------- | ---------- | ---------- | -------- | ------- |
| Skok wzwyż     | Anna Iljuštšenko | 1,88       | 16.        | NQ       | NQ      |
| Rzut oszczepem | Liina Laasma     | 56,93      | 24.        | NQ       | NQ      |
| Siedmiobój     | Mari Klaup       | —          | —          | 5924     | 21.     |
| Siedmiobój     | Grit Šadeiko     | —          | —          | DNF      | DNF     |